# Igoweko
Igoweko è una circoscrizione rurale (rural ward) della Tanzania situata nel distretto di Igunga, regione di Tabora. Conta una popolazione di 27 317 abitanti (censimento 2012).